# Ernst Katzenstein
Ernst Katzenstein (11. Februar 1897 in Bodenwerder – 19. Oktober 1989 in Tel Aviv) war ein Rechtsanwalt und Zionist.

## Leben
Ernst Katzensteins Eltern waren Moses Katzenstein (geb. 1847) und Elfriede, geb. Frankenstein (geb. 1866), die noch zwei jüngere Töchter hatten. Sein Vater betrieb ein kleines Bankgeschäft. 1908 zog die Familie nach Hameln. Nach dem Abitur am Städtischen Gymnasium studierte Ernst Katzenstein Rechtswissenschaften in Heidelberg, München und Göttingen. 1924 ließ er sich als Anwalt in der Hamelner Deisterstraße nieder. Er wurde Vorsitzender der kleinen zionistischen Ortsgruppe, zu der auch der Zahnarzt Hermann Gradnauer gehörte. Er unterstützte Gradnauer finanziell dabei, die Auswanderung junger Zionisten des Kibbuz Cheruth nach Palästina vorzubereiten und hielt vor den Kibbuzmitgliedern Vorträge. Durch sein Engagement wurde er mehrfach das Ziel anonymer telefonischer Beschimpfungen. Er heiratete Hildegard Ilberg aus Wolfenbüttel. Ihr 1929 geborener Sohn Michael wurde Kinderarzt. Katzenstein befolgte den Rat eines Richters des Amtsgerichts Hameln, besser über den 1. April 1933 für einige Tage aus Hameln zu verschwinden. Als Jude verlor er ab Mai oder Juni 1933 seine Anwaltszulassung zum Landgericht Hannover, dann die zum Amtsgericht Hameln. Im August zog er nach Berlin, um seine Auswanderung nach Palästina im Mai 1935 vorzubereiten. Dabei durfte er 4000,- RM mitnehmen; auf das Auswanderersperrguthaben wurden noch bis 1942 Steuern erhoben. 1936 machte er in Israel sein Anwaltsexamen und absolvierte 1936–1939 eine Fortbildung zum Barrister in London. 1939 ließ er sich als Rechtsanwalt in Jerusalem nieder. Nach 1945 arbeitete er für verschiedene jüdische Organisationen in Deutschland. Als Fachmann für die Problematik Wiedergutmachung gestaltete er das bundesrepublikanische Entschädigungs- und das Rückerstattungsgesetz wesentlich mit. 1949 wurde er für die Jewish Restitution Successor Organization (JRSO) in Nürnberg tätig und 1952 deren Generaldirektor. 1956 wurde  er Direktor der Jewish Claims Conference in Deutschland. 1988 ging er aus gesundheitlichen Gründen zurück nach Israel.

## Schriften (Auswahl)
- Jewish claims conference und die Wiedergutmachung nationalsozialistischen Unrechts, in: Hans Jochen Vogel, Helmut Simon und Adalbert Podlech (Hrsg.): Die Freiheit des Anderen : Festschrift für Martin Hirsch. Baden-Baden : Nomos-Verlagsgesellschaft, 1981